# Wojciech Matczak
Wojciech Matczak (ur. 28 stycznia 1964) – polski hokeista, reprezentant Polski. Trener i działacz hokejowy.
Jego syn Bartosz (ur. 1986) także został hokeistą.

## Kariera zawodnicza
- Baildon Katowice (1981-1983)
- GKS Tychy (1983-1992)
- Górnik 1920 Katowice (1992-1993)
- GKS Tychy (1993-1996)
- Cracovia (1996-1997)

Wieloletni zawodnik GKS Tychy w latach 80. i 90. Grał także w Górniku 1920 Katowice i w Cracovii. W barwach seniorskiej reprezentacji Polski uczestniczył w turniejach mistrzostw świata w 1991 (Grupa B), 1992 (Grupa A) oraz 1993 (Grupa B).

## Kariera trenerska
- GKS Tychy (2003-2008), I trener
- Polonia Bytom (2008/2009), I trener
- JKH GKS Jastrzębie (2009-2010), I trener
- Zagłębie Sosnowiec (2010), I trener
- GKS Tychy (2012), I trener
- GKS Tychy (2013-), kierownik sekcji hokeja na lodzie GKS Tychy

Po raz pierwszy był trenerem GKS Tychy od listopada 2003 do września 2008. Później był szkoleniowcem innych klubów: od października 2008 Polonii Bytom, od października 2009 do 2010 JKH GKS Jastrzębie, od kwietnia do połowy października 2010 Zagłębia Sosnowiec. Od stycznia 2012 do końca sezonu 2012/2012 ponownie trener GKS Tychy. Od kwietnia 2013 kierownik sekcji hokeja na lodzie spółki Tyski Sport S.A..

## Sukcesy
Zawodnicze reprezentacyjne
- Awans do Grupy A mistrzostw świata: 1991

Zawodnicze klubowe
- Srebrny medal mistrzostw Polski: 1988 z GKS Tychy

Odznaczenia sportowe
- Srebrna Odznaka PZHL: 2000
- „Zasłużony działacz”

Szkoleniowe klubowe
- Brązowy medal mistrzostw Polski: 2004 z GKS Tychy
- Złoty medal mistrzostw Polski: 2005 z GKS Tychy
- Srebrny medal mistrzostw Polski: 2006, 2007, 2008 z GKS Tychy
- Puchar Polski: 2001, 2006, 2007 z GKS Tychy